# Phimodera torrida
Phimodera torrida är en insektsart som beskrevs av Reuter 1906. Phimodera torrida ingår i släktet Phimodera och familjen sköldskinnbaggar. Inga underarter finns listade i Catalogue of Life.